# Солка
Солка (рум. Solca) — місто в повіті Сучава на півночі Румунії, в історико-територіальному районі Буковина. Солка є один з найменших міст Румунії та станом на 2002 рік мало населення 4 456 осіб.

## Назва
Походить від назви річки Солка, що протікає через місто, у свою чергу назва річки виводиться від слов’янського слова «сіль» – у зв’язку з солоними джерелами місцевості.

## Історія
Солка була придбана молдавським воєводою Штефаном Томша II на початку XVI століття.
Містечко було сімейної резиденцією боярина Луки Арбора.
Сюди було заслано в 1850 році Лук'яна Кобилицю, тут він помер наступного року.
За переписом 1900 року в Солці проживали 2884 особи (36 українців-русинів, 1076 німців, 1605 румунів та 144 інших національностей), а на землях фільварку проживали 126 мешканців (6 українців, 80 німців, 36 румунів і 2 — інших національностей).
В 1926 року поселення отримало статус міста.
Після румунської революції 1989 року в Солці був певний період регресу, який починаючи з 2000-х років закінчився.

## Населення
Динаміка чисельності населення: